# Чаплінек (Мазовецьке воєводство)
Чаплінек (пол. Czaplinek) — село в Польщі, у гміні Ґура-Кальварія Пясечинського повіту Мазовецького воєводства.
Населення — 348 осіб (2011).
У 1975-1998 роках село належало до Варшавського воєводства.

## Демографія
Демографічна структура станом на 31 березня 2011 року:
|          | Загалом | Допрацездатний вік | Працездатний вік | Постпрацездатний вік |
| -------- | ------- | ------------------ | ---------------- | -------------------- |
| Чоловіки | 172     | 34                 | 128              | 10                   |
| Жінки    | 176     | 37                 | 113              | 26                   |
| Разом    | 348     | 71                 | 241              | 36                   |